# Anders Fryxell

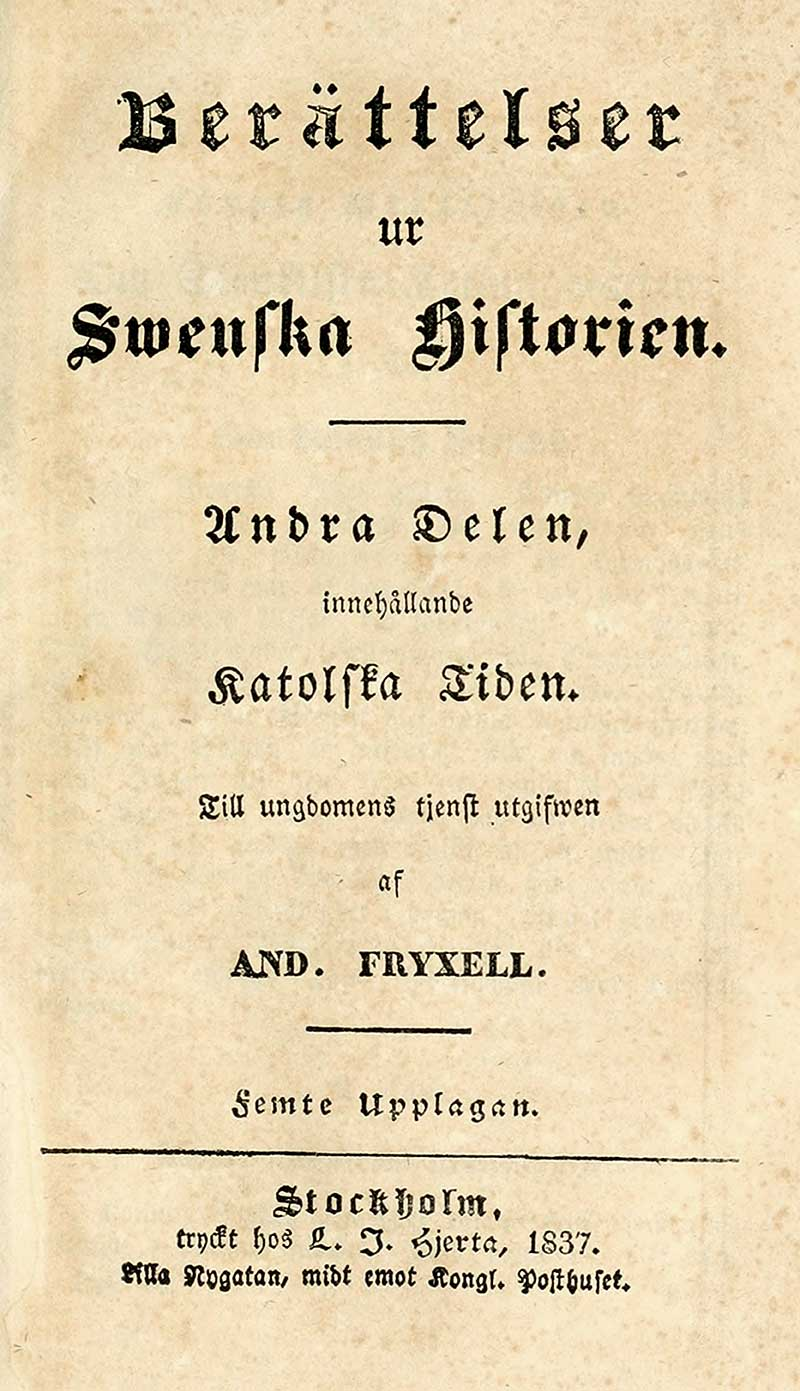
Titelbladet till Berättelser ur svenska historien, andra delen, femte upplagan, 1837.

Anders Fryxell, född 7 februari 1795 i Edsleskog i Dalsland, död  21 mars 1881 i Stockholm, var en svensk präst, historiker och skolman. Han blev främst känd för bokverket Berättelser ur svenska historien.

## Vidare läsning

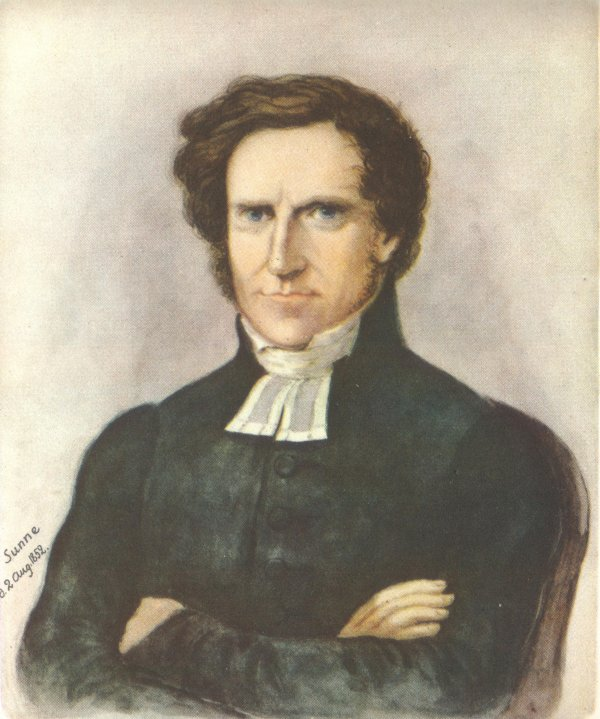
Karin Fryxell skrev biografin Boken om Anders, En värmlandskrönika om Anders Fryxell, som utkom åren 1981-1984. Bilden föreställer Anders Fryxell, akvarell utförd i Sunne 1852 av Alexander Clemens Wetterling.

## Biografi
Fryxell var son till kontraktsprosten Mathias Fryxell (1751–1817) och Eva Lovisa Fryxell, född Ekman (1768–1825). Han var bror till Olof Fryxell. Han gifte sig 1825 med Juliana Lagergréen (1804–1868), dotter till assessorn Alexander Lagergréen.
Fryxell var far till Eva Fryxell och farfar till Karl Axel Fryxell. Anders Fryxell var farfars far till konstnären, författaren och sagoboksförfattaren Karin Fryxell (1911–2003). Karin Fryxell skrev biografin om sin farfars far Boken om Anders, En värmlandskrönika om Anders Fryxell. Boken utkom åren 1981–1984.
Fryxell blev student vid Uppsala universitet 1813, lärare i Arvid August Afzelius skola i Stockholm 1817, prästvigd 1820, lärare i Maria skola i Stockholm 1822, rektor där 1828, titulärprofessor 1833, kyrkoherde i Sunne församling 1835, kontraktsprost 1836, ledamot av Svenska Akademien 1840 och teologie doktor 1845.
Under studietiden stod Fryxell en tid nyromantikerna nära, blev medarbetare i Poetisk kalender och offentliggjorde där sångspelet "Värmelandsflickan", där den kända sången Ack Värmeland, du sköna, du härliga land ingår. Hans rationalistiska och utilistiska läggning avlägsnade honom dock snart från nyromantiken och han skulle i fortsättningen i sina polemiska Bidrag till Sveriges litteraturhistoria uppträda som dess svurne fiende. I 1820-talets livliga diskussion om undervisningsväsendet gjorde den unge Fryxell betydelsefulla inlägg. Den anonymt utgivna broschyren Förslag till enhet och medborgerlighet i de allmänna undervisningsverken (1823) förfäktade i skarp motsats mot det nyhumanistiska bildningsidealet en allmänt medborgerlig realistisk uppfostran och gav ett flitigt och länge använt slagord, "enhet och medborgerlighet" åt det borgerligt-realistiska skolprogrammet.

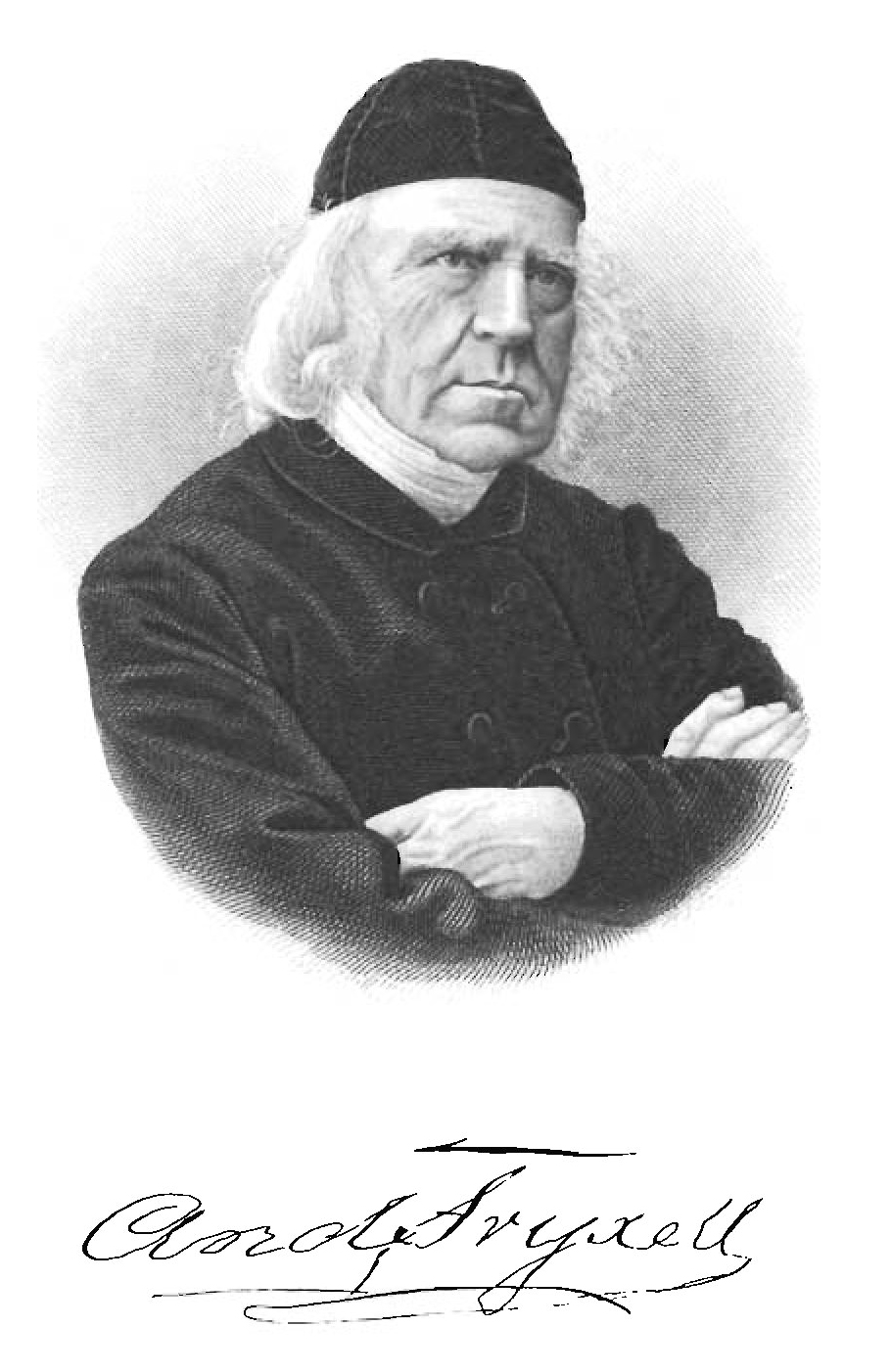
Anders Fryxell. Xylografi 1878.

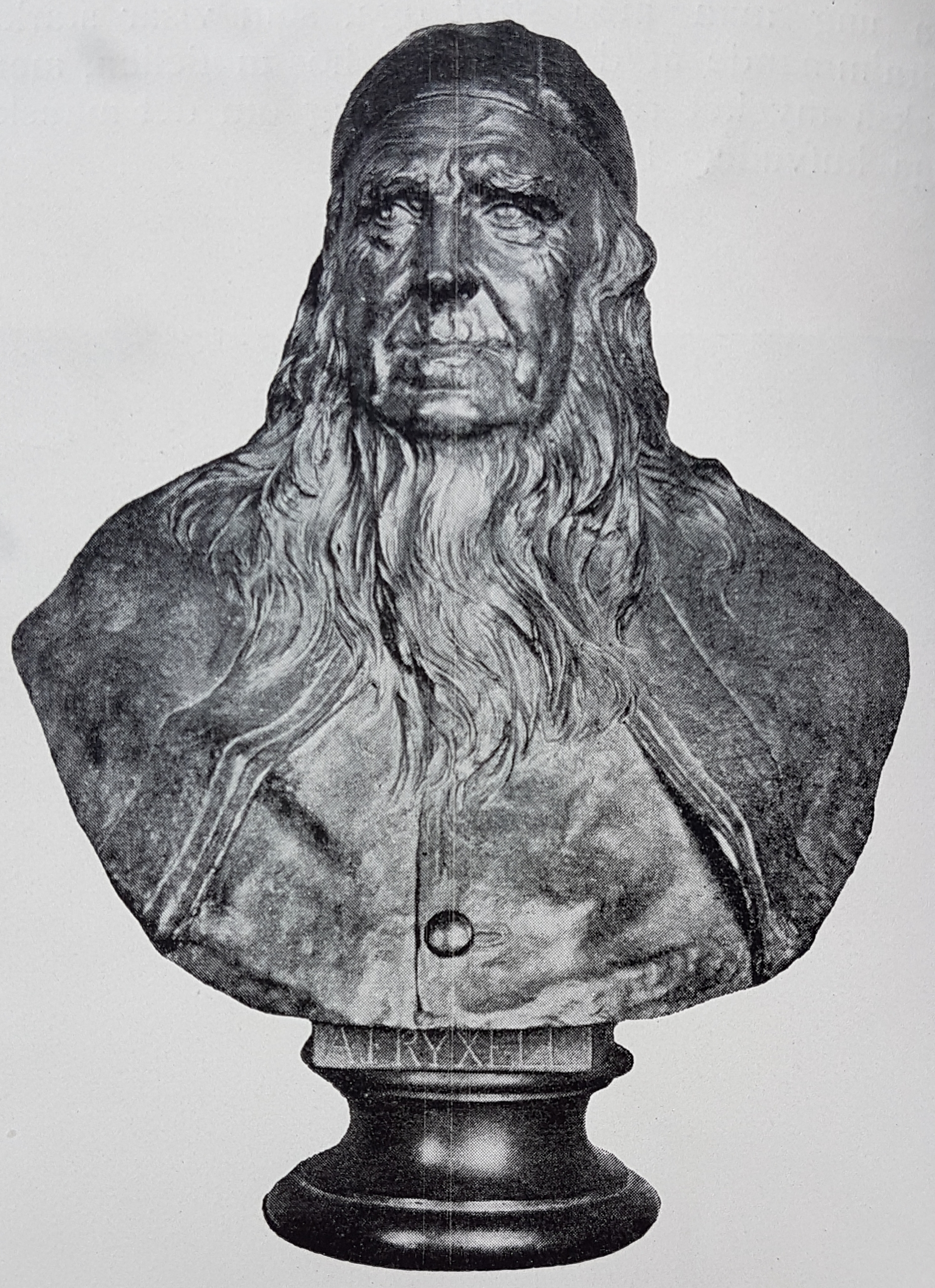
Porträttbyst av Anders Fryxell skulpterad av den finlandssvenske skulptören Walter Runeberg.

Gentemot latinherraväldet krävde han att svenska skulle vara grundläggande för skolans språkundervisning, och tog ett av de första stegen för dess inarbetande på denna plats genom sin Svensk språklära till skolornas tjänst (13:e upplagan 1865), som från 4:e upplagan 1832 utökades med en översikt över svenska språket och litteraturens historia. Den uppmärksamhet som Fryxells pedagogiska intresse tilldrog sig gjorde att den 1825 tillsatta stora uppfostringskommittén gjorde honom till adjungerad medlem, senare kallade honom till rektor över sin försöksanstalt Nya Elementarskolan i Stockholm. Redan före skolans öppnande 1828 utbytte han dock rektoratet mot ett vid Maria skola.
De nya principerna fick även tillämpning på flickors undervisning, då Fryxell 1831 under Johan Olof Wallins protektorat och medverkan grundade Wallinska flickskolan, som han ledde fram till 1834. Hans lärarverksamhet avbröts, då han 1836 tillträdde Sunne stora pastorat; från kyrkoherdesysslan här fick han från 1847 årligen förnyad tjänstledighet för att på heltid kunna ägna sig åt sitt författarskap.
Fryxells pedagogiska intresse blev även utgångspunkt för hans främsta kulturella insats, hans historiska författarskap. Enligt egen uppgift kom inspirationen sedan han fått uppdraget att recensera en lärobok i historia, något som väckte till liv hans barndoms sagominnen, och lust att själv få porträttera de gamla historiska hjältarna. 1823 utkom första delen av hans Berättelser ur svenska historien till ungdomens tjenst. Med del sex hade Fryxell 1832 nått fram till Gustav II Adolfs död. Han stod nu på höjden av sitt rykte som historisk författare. Berättandet hade dock med tiden börjat ändra karaktär. De första delarna skrevs helt utan någon forskning. Källorna var äldre historiker, vars berättelser Fryxell broderade ut till spännande berättelser. Från och med beskrivningarna av det sena 1500-talet ansåg sig Fryxell dock behöva förlita sig på arkivforskning, även om han höll fast vid sin målsättning att skriva för ungdomen och de bredare folkliga lagren. Med de fyra delarna om Kristinas förmyndares och hennes egen regerings historia (1838–42) omlades dock planen fullständigt. Uppgiften blev anspråksfullare, och verket blev nu en på självständiga forskningar stödd historia. Omfånget svällde samtidig oerhört, i 10 delar hade skildringen förts fram till 1654, i 36 inrymdes de följande 117 åren till Gustaf III:s revolution 1772. Eftersom Fryxell främst utgick från att biografera de historiska personerna, kom statslivets utveckling att få en mer undanskymd plats i dessa verk.
Fryxell tillgodogjorde sig ett mycket stort källmaterial under sitt arbete, och bröt även ny mark genom att sina studier utnyttja utländska arkiv. Från sina avskrifter gjorda en forskningsfärd 1834–35 utgav han Handlingar rörande Sveriges historia ur utländska arkiver (4 band, 1836–43). Fryxell kom att komma i konflikt med Erik Gustaf Geijer i och med att han föredrog att gentemot kungamaktens politik framhäva adels förtjänster om frihet och framsteg. Främst kom den till uttryck i hans mot Geijer riktade stridsskrift Om aristokratfördömandet i svenska historien (1845, i nya häften fortsatt till 1850), och var närmast föranledd av Geijers yttrande om drottning Kristinas förhållande till aristokratin, ur vars hand hon i själva verket ryckt Sveriges spira för att trycka den i en starkare hand än hennes egen. Ridderskapet och adeln gav vid 1847 års riksdag som bevis på sin erkänsla Fryxell sin stora guldmedalj. Med tiden hårdnade dock kritiken mot hans arbete från yngre, mer källkritiskt skolade forskare. Fryxell fortsatte dock att bemöta kritiken och fortsatte sitt arbete till slutet. Verkets sista och 46:e del utkom 1879, 56 år efter den första. Hela sin samling av avskrifter och anteckningar överlämnade han kort före sin död till Kungliga biblioteket. 1882 utkom genom dottern Evas försorg en samling efterlämnade uppsatser av Fryxell under titeln Bidrag till Sveriges historia efter 1772. En ny oförändrad upplaga av "Berättelserna" utgavs 1900–04.
Strax före sin död mottog Fryxell ett brev från skalden Viktor Rydberg, i vilket denne skrev: "Ni var, utan att veta det, min barndoms och ungdoms käraste lärare och vän näst honom, som Nya testamentet gav mig."
Hans gravvård återfinns på Sunne kyrkogård i Värmland.
Fryxell blev ledamot av Samfundet Pro Fide et Christianismo 1831, Det Kongelige Nordiske Oldskriftselskab i Köpenhamn 1834, Svenska Fornskrift-Sällskapet 1844, Kungliga Vitterhets Historie och Antikvitets Akademien 1834, Kungliga Vetenskapsakademien 1847, Svenska Akademien 1840 och av Det Kongelige Norske Videnskabers Selskab i Trondheim 1872.

## Inflytande
Mera krönikör än vetenskapsman har Fryxell ändå ansetts som en av Sveriges främsta historiska författare. Han inspirerade flera skönlitterära författare, såsom Zacharias Topelius i Fältskärns berättelser, Viktor Rydberg i Fribytaren på Östersjön, Verner von Heidenstam i Svenskarna och deras hövdingar, Carl Snoilsky i Svenska bilder och August Strindberg i Svenska folket i helg och söcken.
År 1909 namngavs Fryxellsgatan i Stockholm efter honom.
År 1910 restes en byst av Fryxell utanför Kungliga biblioteket, gjord av skulptören Walter Runeberg. Samma år sattes en likadan byst upp utanför Sunne kyrka.
Den 12 september 1927 fick Fryxell, av biskop Eklund från Karlstad, en minnessten rest över sig vid födelsegården i Dalsland .